# Volvo Snabbe
Volvo Snabbe/Trygge är en serie lastbilar, tillverkade av den svenska biltillverkaren Volvo mellan 1956 och 1975.

## Volvo L420 Snabbe
Volvo presenterade sin första frambyggda distributionsbil L420 Snabbe i slutet av 1956. Bilen hade en lastvikt på ca 3 ton. Motorn var en V8, B36, som Volvo tagit fram till prototypen Philip i början av 1950-talet. 
V8-motorn i den lätta bilen gjorde den snabb för att vara en lastbil. Nackdelen var den höga bränsleförbrukningen och från 1964 kunde man även få lastbilen med den dieselmotor som införts i Trygge-modellen året innan som alternativ. 

## Volvo L430 Trygge
I början av 1957 tillkom den större L430 Trygge. Med kraftigare chassi och hjulupphängningar kunde bilen lasta ca 5 ton. Trygge såldes med dieselmotor från 1963. Eftersom Volvo saknade resurser att ta fram en egen motor valde man att köpa en motor från Ford, men dess effekt om 65 hk gav modellen begränsade prestanda.

## Volvo F82/F83
År 1965 införde Volvo sitt ”System 8”. Enda förändringen för de minsta lastbilarna var att Snabbe bytte namn till F82 och Trygge blev F83. Produktionen av B36-motorn upphörde under 1966 och därmed försvann Volvos sista lastbil med bensinmotor. År 1967 ersattes dieselmotorn från Ford mot en starkare motor från Perkins.
År 1972 genomfördes en modernisering av modellserien. Motorn flyttades bakåt i chassit för att ge bättre utrymmen inne i hytten. På utsidan märktes främst en ny kylargrill i plast. Bilarna kallades nu F82S och F83S.

## Motorer
| Modell   | Årsmodell | Motor                   | Cylindervolym | Effekt | Bränslesystem   |
| -------- | --------- | ----------------------- | ------------- | ------ | --------------- |
| L420-430 | 1956-66   | B36: 8-cyl V-motor ohv  | 3559 cm³      | 120 hk | Enkel förgasare |
| L425-435 | 1963-66   | D36: 4-cyl radmotor ohv | 3610 cm³      | 65 hk  | Dieselmotor     |
| F82-83   | 1967-75   | D39: 4-cyl radmotor ohv | 3869 cm³      | 80 hk  | Dieselmotor     |